# Nordhalben

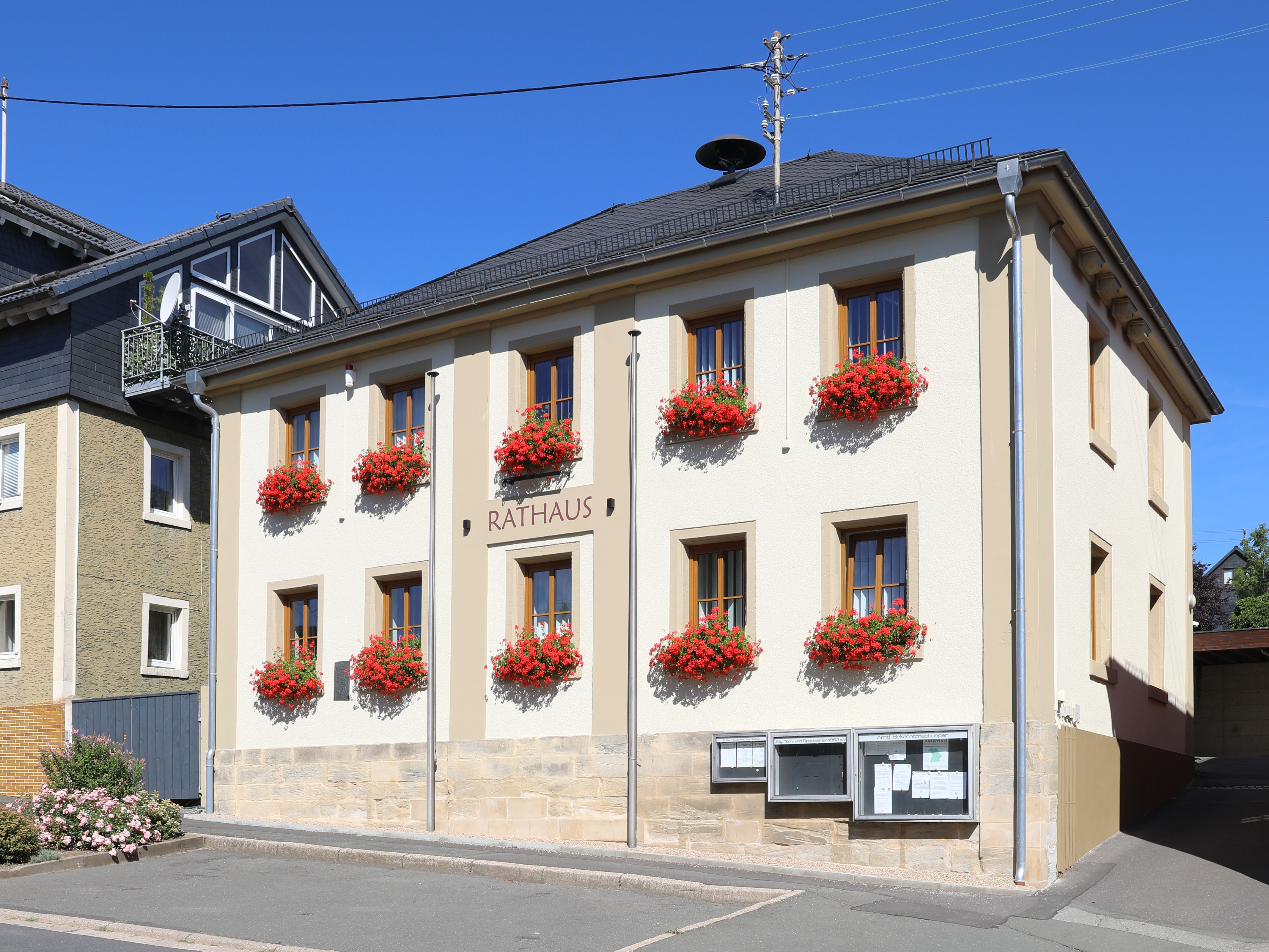
Rathaus

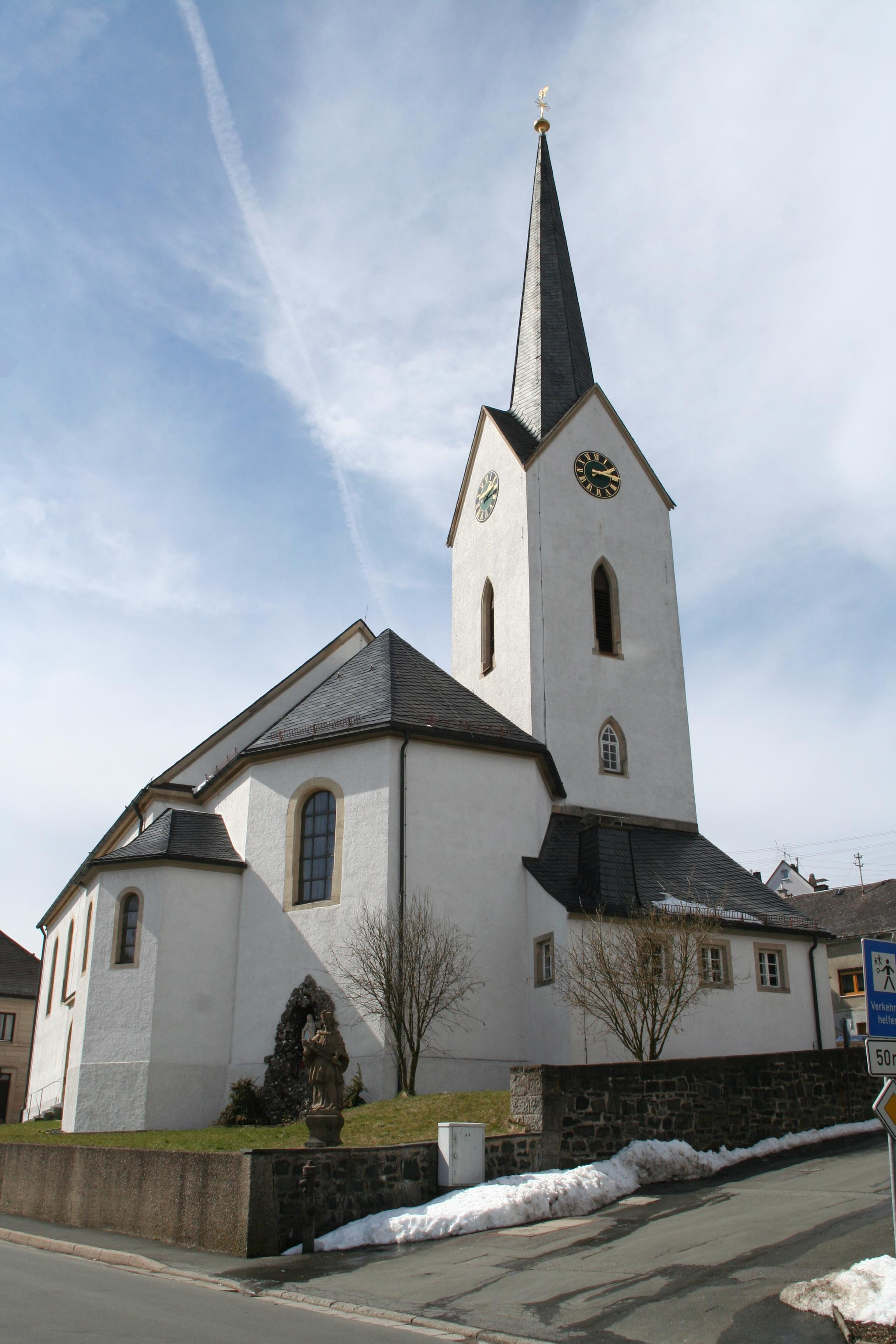
Katholische Pfarrkirche St. Bartholomäus

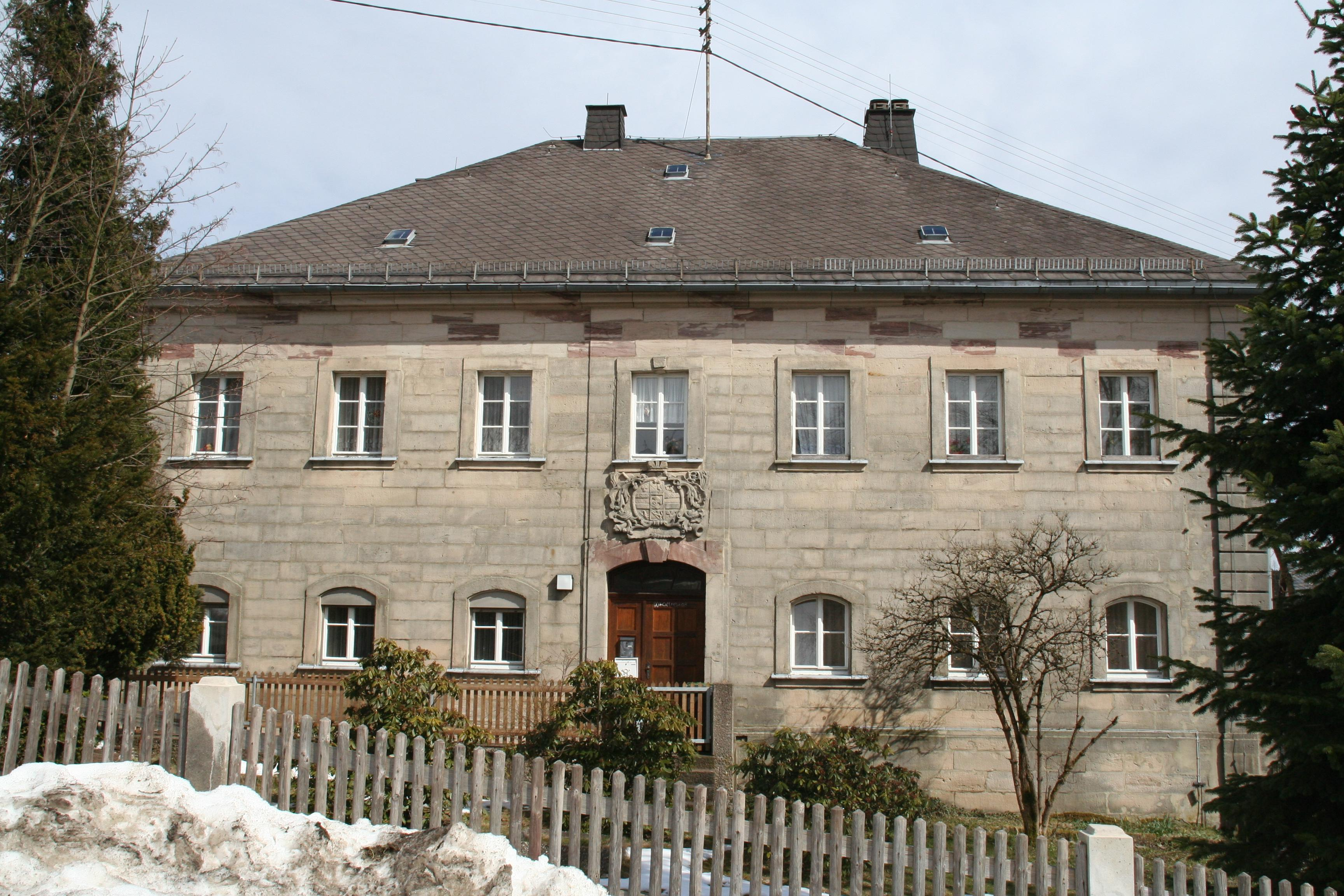
Ehemaliges Amtshaus der Bamberger Fürstbischöfe

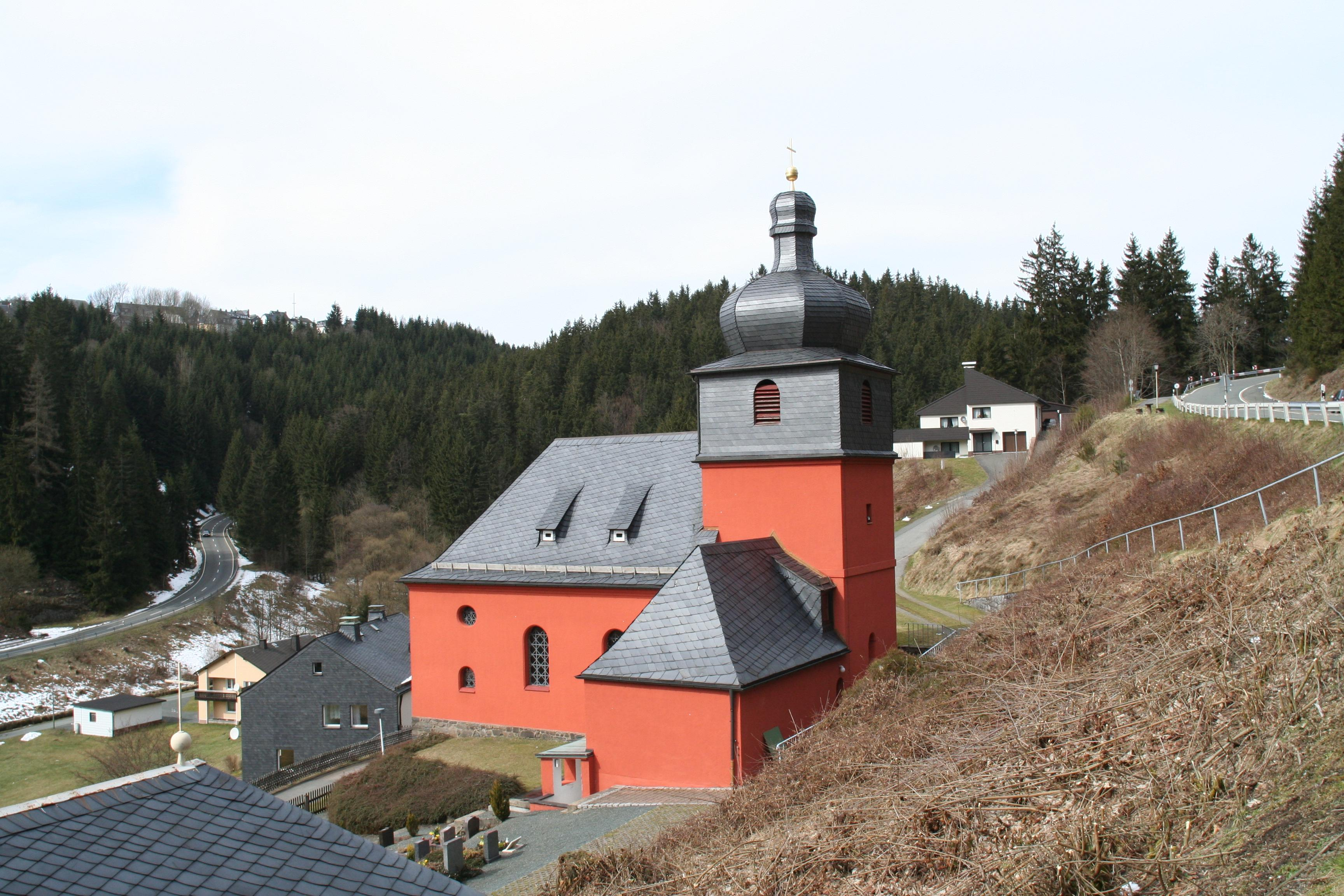
Evangelische Jubilate-Kirche

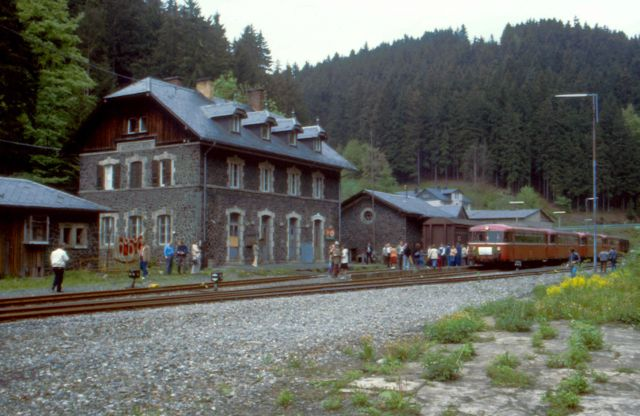
Bahnhof

Nordhalben ist ein Markt im oberfränkischen Landkreis Kronach in Bayern.

## Geografie

### Geografische Lage
Nordhalben liegt im Naturpark Frankenwald im Oberen Rodachtal und nordöstlich der Ködeltalsperre.

### Gemeindegliederung
Es gibt zwölf Gemeindeteile (in Klammern steht der Siedlungstyp):
- Buckenreuth (Weiler)
- Grund (Einöde)
- Heinersberg (Dorf)
- Ködelberg (Weiler)
- Mauthaus (Einöde)
- Neumühle (Weiler)
- Nordhalben (Hauptort)
- Regberg (Einöde)
- Stengelshof (Weiler)
- Stoffelsmühle (Weiler)
- Thomasmühle (Weiler)
- Wetthof (Weiler)

Ehemalige Gemeindeteile sind Bayreuther Schneidmühle, Krögelsmühle, Nordhalben Bahnhof und Schnappenmühle. Sie sind mittlerweile in anderen Gemeindeteilen aufgegangen.
Wüst gegangene Gemeindeteile sind Breitengrund, Domgrundmühle, Fichteramühle, Mautmühle, Neuschneidmühle, Rüblesgrund, Streitmühle und Zweiwassermühle.

## Geschichte
Im Jahre 1154 wurde in einer Urkunde des Bischofs Eberhard II. von Bamberg erstmals eine Burg in „Northalden“ erwähnt. Der ursprüngliche Flurname bedeutet nördlicher Abhang. Die Burg war zwischen 1151 und 1154 auf dem heutigen Schlossberg entstanden. Um sie herum entstand der Ort Nordhalben. Im Jahr 1325 wurde die Burg zerstört und 1354 von den beiden Grenznachbarn, dem Bischof von Bamberg und dem Vogt von Gera, wieder aufgebaut. 1518 wurden Nordhalben Siegel und Marktrecht übertragen. Im Bauernkrieg wurde die Burg im Jahr 1525 erneut zerstört.
Nachdem die Vögte von Gera Mitte des 16. Jahrhunderts die Reformation übernommen hatten, endete das fast 200-jährige Kondominium über Nordhalben und der Ort wurde 1550 alleiniger Besitz des Bamberger Bischofs. Der Dreiherrenstein bei Nordhalben besiegelt seitdem die Zugehörigkeit des Orts zum Hochstift Bamberg. Im folgenden Jahr wurde im Ort ein Amtshaus des Hochstifts Bamberg errichtet.
Zwischen 1610 und 1620 siedelten die evangelischen Bewohner in den benachbarten reußischen Ort Titschendorf über. Bei der Zerstörung Nordhalbens 1633 im Dreißigjährigen Krieg starben 40 Personen. Durch den 1635 im Ort geschlossenen Frieden von Nordhalben, einem Sonderabkommen zwischen der bambergischen Stadt Kronach und dem Fürsten von Reuß-Lobenstein, konnten dringend benötigte Lebensmittel über die reußische Grenze in das vom Krieg geschädigte Nordhalben geliefert werden.
Gegen Ende des 18. Jahrhunderts bildete Nordhalben mit Buckenreuth, Fichteramühle, Ködelberg, Neumühle, Regberg, Rüblesgrund, Stengelshof, Streitmühle, Thomasmühle, Wetthof eine Realgemeinde. In Nordhalben gab es 198 Haushalte (2 Höfe, 89 Bürgerhäuser, 1 Dreiviertelbürgerhaus, 78 halbe Bürgerhäuser, 5 Viertelbürgerhäuser, 4 Wirtshäuser, 8 Tropfhäuser, 4 halbe Tropfhäuser, 3 Häuser, 2 halbe Häuser, 2 Viertelhäuser). Das Hochgericht übte das bambergische Centamt Teuschnitz aus. Die Dorf- und Gemeindeherrschaft sowie die Grundherrschaft über alle Anwesen hatte das Kastenamt Teuschnitz inne. Neben den Anwesen gab es noch 1 Amtshaus, 1 halbe Fronveste mit Amtsknechtswohnung, 1 Zehntscheuer, 1 Pfarrkirche, 1 Kapelle, 1 Pfarrhof, 1 Schulhaus, 1 Bräuhaus.
Als Teil des Hochstifts Bamberg kam Nordhalben mit dem Reichsdeputationshauptschluss von 1802/03 zum Kurfürstentum und späteren Königreich Bayern. 1804 wurde der Ort Sitz des königlich-bayerischen Landgerichts Teuschnitz.
Mit dem Ersten Gemeindeedikt wurde 1808 der Steuerdistrikt Nordhalben gebildet, zu dem Buckenreuth, Fichteramühle, Ködelberg, Neumühle, Regberg, Rüblesgrund, Stengelshof, Streitmühle, Thomasmühle, Wetthof gehörten. 1818 entstand die Munizipalgemeinde Nordhalben, die deckungsgleich mit dem Steuerdistrikt war. Sie war in Verwaltung und Gerichtsbarkeit dem Landgericht Teuschnitz zugeordnet und in der Finanzverwaltung dem Rentamt Rothenkirchen (1919 in Finanzamt Rothenkirchen umbenannt). 1837 wurde Nordhalben dem Landgericht Nordhalben zugewiesen. Von 1862 bis 1880 und von 1888 bis 1931 gehörte Nordhalben zum Bezirksamt Teuschnitz, von 1880 bis 1888 und ab 1931 zum Bezirksamt Kronach (1939 in Landkreis Kronach umbenannt). Die Gerichtsbarkeit blieb beim Landgericht Nordhalben (1879 in Amtsgericht Nordhalben umbenannt), seit 1929 ist das Amtsgericht Kronach zuständig. Die Finanzverwaltung übernahm 1929 das Finanzamt Kronach. Die Gemeinde hatte ursprünglich eine Fläche von 14,483 km², die 1904 noch 10,592 km² betrug und 1964 auf 10,459 km² verringert war.
Im Jahre 1852 wurde das Schulhaus eingeweiht. Nachdem ein Großfeuer 1856 fast den gesamten Ort zerstört hatte, erfolgte zwei Jahre später die Einweihung der katholischen Pfarrkirche St. Bartholomäus. Mit der Rodachtalbahn erhielt Nordhalben im Jahr 1900 Anschluss an das Eisenbahnnetz. Der Ort war bis zur vollständigen Einstellung des Schienenverkehrs im Jahr 1994 Endpunkt dieser Lokalbahn aus Kronach. Seit 2007 wird der obere Teil der Strecke zwischen Nordhalben und Steinwiesen als Museumsbahn betrieben.
1903 wurde die gemeindliche Klöppelschule gegründet, im Jahr 1983 erweitert und das Haus des Gastes errichtet. 1986 wurde die Internationale Spitzensammlung in der Klöppelschule eröffnet.
1973 erfolgte die Inbetriebnahme der Ködeltalsperre Mauthaus. Mit der Wende wurde 1989 der Grenzübergang ins benachbarte thüringische Rodacherbrunn geöffnet, 1995 die Nordwaldhalle und 2004 das Historische Ortsmuseum eröffnet.

### Religion
Im Mittelalter bestand schon eine Kapelle am Schlossberg. Eine neue Weihe der katholischen Pfarrkirche St. Bartholomäus erfolgte 1858 nach dem Ortsbrand. Der bekannteste katholische Pfarrer war Johannes Grandinger. Seine Wahl in den bayerischen Landtag 1907 machte deutschlandweit Schlagzeilen. Die evangelische Jubilate-Kirche im Gemeindeteil Grund wurde 1926 eingeweiht.

### Eingemeindungen
Im Zuge der Gebietsreform in Bayern wurde am 1. Mai 1978 die Gemeinde Heinersberg eingegliedert.

### Einwohnerentwicklung
Im Zeitraum 1988 bis 2018 sank die Einwohnerzahl von 2315 auf 1650 um 665 bzw. um 28,7 %.
Gemeinde Nordhalben
| Jahr | Einwohner | Häuser | Quelle |
| ---- | --------- | ------ | ------ |
| 1840 | 1795      |        | [ 16 ] |
| 1852 | 1801      |        | [ 16 ] |
| 1855 | 1803      |        | [ 16 ] |
| 1861 | 1742      |        | [ 17 ] |
| 1867 | 1668      |        | [ 18 ] |
| 1871 | 1734      | 287    | [ 19 ] |
| 1875 | 1729      |        | [ 20 ] |
| 1880 | 1859      |        | [ 21 ] |
| 1885 | 1824      | 292    | [ 10 ] |
| 1890 | 1703      | 294    | [ 22 ] |
| 1895 | 1657      |        | [ 16 ] |
| 1900 | 1655      | 298    | [ 11 ] |
| 1905 | 1788      |        | [ 16 ] |
| 1910 | 1866      |        | [ 23 ] |

| Jahr | Einwohner | Häuser | Quelle |
| ---- | --------- | ------ | ------ |
| 1919 | 1943      |        | [ 16 ] |
| 1925 | 2063      | 362    | [ 24 ] |
| 1933 | 2165      |        | [ 25 ] |
| 1939 | 2308      |        | [ 25 ] |
| 1946 | 2600      |        | [ 25 ] |
| 1950 | 2778      | 451    | [ 26 ] |
| 1952 | 2767      |        | [ 25 ] |
| 1961 | 2540      | 527    | [ 12 ] |
| 1970 | 2554      |        | [ 27 ] |
| 1987 | 2352      | 751    | [ 28 ] |
| 2008 | 1932      |        | [ 29 ] |
| 2015 | 1729      | 719    | [ 29 ] |
| 2019 | 1622      | 720    | [ 30 ] |

Ort Nordhalben
| Jahr      | 1818   | 1861   | 1871   | 1885   | 1900   | 1925   | 1950   | 1961   | 1970   | 1987   |
| Einwohner | 1302 * | 1592   | 1577   | 1670   | 1500   | 1824   | 2564   | 2388   | 2393   | 2101   |
| Häuser    | 162 *  |        |        | 260    | 272    | 326    | 419    | 495    |        | 674    |
| Quelle    | [ 9 ]  | [ 17 ] | [ 19 ] | [ 10 ] | [ 11 ] | [ 24 ] | [ 26 ] | [ 12 ] | [ 27 ] | [ 28 ] |

## Politik

### Marktgemeinderat
Die Gemeinderatswahlen seit 2014 ergaben folgende Stimmenanteile und Sitzverteilungen:
| Partei/Liste                             | 2020     | 2020     | 2014     | 2014     |
| Partei/Liste                             | %        | Sitze    | %        | Sitze    |
| ---------------------------------------- | -------- | -------- | -------- | -------- |
| CSU                                      | 38,53    | 5        | 49,00    | 7        |
| Freie Wählergemeinschaft Nordhalben (FW) | 41,51    | 5        | 28,26    | 4        |
| SPD                                      | 19,96    | 2        | 22,73    | 3        |
| Gesamt                                   | 12 Sitze | 12 Sitze | 14 Sitze | 14 Sitze |

### Bürgermeister
Erster Bürgermeister ist seit 2014 Michael Pöhnlein (FW). Sein Vorgänger war Josef Daum (CSU).

### Wappen und Flagge
Wappen
| Wappen von Nordhalben | Blasonierung: „Geteilt und oben gespalten; oben vorne in Gold ein linksgewendeter, mit einer silbernen Schräglinksleiste überdeckter, rot bewehrter schwarzer Löwe; hinten in Gold der wachsende, schwarz gekleidete Rumpf eines bärtigen Mannes mit schwarzer Zipfelmütze, an deren Spitze ein sechsstrahliger roter Stern hängt; unten in Silber auf grünem Boden nebeneinander vier grüne Laubbäume.“ |
| Wappen von Nordhalben | Wappenbegründung: Das Wappen in der heutigen Form gibt es seit 1567. Der Bamberger Bischof Veit II. von Würtzburg ersetzte das Wappen der mittlerweile ausgestorbenen Vögte von Gera durch das Wappen der Herren von Würtzburg. Der Bamberger Löwe sowie die grünen Bäume, die redend für den Frankenwald stehen, wurden übernommen.                                                                     |

Flagge
Die Gemeindeflagge zeigt drei Streifen in der Farbenfolge Schwarz, Gelb und Grün entsprechend den Hauptfarben im Gemeindewappen.

## Kultur und Sehenswürdigkeiten
Nordhalben ist überregional bekannt durch die Tradition des Klöppelns von Spitze, die auf die Gründung der einzig verbliebenen gemeindlichen Klöppelschule Deutschlands im Jahr 1903 zurückgeht. Landschaftlicher Höhepunkt ist die Ködeltalsperre. Zahlreiche gut markierte Strecken und Fernwanderwege sowie der nahe Rennsteig bieten Wandermöglichkeiten.

### Sport
Hallensport in der Nordwaldhalle, zahlreiche Freisportgelegenheiten, Wintersport mit Schlepplift und gespurten Loipen.

### Regelmäßige Veranstaltungen
In der Nordwaldhalle (bis zu 2500 Plätze) finden regelmäßig Unterhaltungs- und Sportveranstaltungen statt. Weitere Veranstaltungsmöglichkeiten bestehen im Haus des Gastes. Der Nikolausmarkt findet jährlich am zweiten Adventswochenende in der Nordwaldhalle statt. Im zweijährlichen Turnus (ungerade Jahre) organisiert die Klöppelschule die Nordhalbener Klöppeltage mit Messe, Ausstellungen und Vorträgen. Am Sonntag nach Michaeli (29. September) wird die Kirchweih der katholischen Pfarrkirche St. Bartholomäus gefeiert. Die evangelische Jubilate-Kirche begeht ihr Kirchweihfest am dritten Sonntag nach Ostern.

### Drehort
Der Film Ballon, der die heute als Ballonflucht bekannte Überquerung der innerdeutschen Grenze erzählt, wurde unter der Regie von Michael Herbig an 21 von 52 Drehtagen in Nordhalben gedreht. Die Dreharbeiten fanden im Oktober 2017 statt. Auf die Rolle Nordhalbens als Drehort wird seit Beendigung der Dreharbeiten mit Schildern an den Hauptzufahrtsstraßen hingewiesen. Des Weiteren wurden professionelle Graffiti in Anlehnung an das Filmplakat an ausgewählte Hauswänder gesprüht.
In der Nordwaldhalle wurde der Film über 900 Nordhalbener Bürgern vor Kinostart präsentiert.

## Wirtschaft und Infrastruktur

### Verkehr
Nordhalben war Endpunkt der inzwischen stillgelegten Rodachtalbahn. Auf dem Teilstück zwischen Steinwiesen und Nordhalben verkehrt seit dem 15. September 2007 eine Museumsbahn. Die nächsten noch aktiv bedienten Bahnhöfe befinden sich in Bad Steben, Kronach und Wurzbach. ÖPV-Buslinien verbinden Nordhalben mit Kronach und Hof. Anschlussstellen zu den Bundesautobahnen 9, 72 und 93 liegen etwa 25 Kilometer von Nordhalben entfernt und die Anschlussstelle zur Bundesautobahn 73 befindet sich in etwa 50 Kilometern Entfernung in Lichtenfels. Durch den Ort verläuft der Fränkische Marienweg.
Die Staatsstraße 2198 führt nach Tschirn (4,2 km nordwestlich) bzw. nach Geroldsgrün (8 km südöstlich). Die Staatsstraße 2207/L 1095 führt nach Rodacherbrunn (4,5 km nordöstlich) bzw. nach Steinwiesen (10 km südlich). Die Kreisstraße KC 23 führt nach Heinersberg (2 km östlich). Ein Anliegerweg führt nach Regberg (0,9 km südöstlich).

### Öffentliche Einrichtungen
- Klöppelschule
- Internationale Spitzensammlung
- Historisches Ortsmuseum
- Naturerlebnisbad
- Nordwaldhalle

### Bildung
Im Ort gibt es eine Grundschule mit den Klassen 1 bis 4.

## Persönlichkeiten
- Matthäus Römer (* 1871 in Nordhalben; † 1954 in Kreuth), Sänger, Gesangslehrer, Gitarrist und Gitarrenlehrer sowie Komponist